# Gunnar Friel
Gunnar Friel (* 1967 in Köln) ist ein deutscher Video- und Medienkünstler.
Friel studierte von 1990 bis 1993 an der Fachhochschule Düsseldorf und von 1994 bis 1997 an der Kunsthochschule für Medien Köln bei Valie Export und David Larcher. Friels Schwerpunkte sind Videos und Installationen.
Als Kurator organisierte er Ausstellungen im Bereich der Videokunst, unter anderem 2008 in Kooperation mit dem LCCA Latvian Center for Contemporary Art in Riga. Friel lehrt seit 2008 an verschiedenen Hochschulen u. a. an der Escuela Superior de Diseño BAU Barcelona und dem CENTRO Diseño in Mexiko-Stadt.
Seit 2002 arbeitet er gemeinsam mit der Künstlerin Anja Vormann an Projekten in öffentlichen, urbanen und kommunikativen Räumen. 2006 nahmen sie an der Busan Biennale in Süd-Korea teil.
Friel lebt und arbeitet in Düsseldorf.

## Preise
- 2006 Deutscher Videokunstpreis Marl (Förderpreis)
- 2006 Internationaler Videokunstpreis, Museum Abteiberg Mönchengladbach
- 2003 Auswahl H.W. & J. Hector Kunstpreis der Kunsthalle Mannheim
- 2003 Förderpreis für Bildende Kunst der Landeshauptstadt Düsseldorf

## Ausstellungen (Auswahl)
- 2002 "HELLGRUEN", Internationaler Wettbewerb und Ausstellung zur EUROGA 2002 Düsseldorf
- 2006 5th Biennale for Contemporary Art Busan, Südkorea
- 2006 "Interpretationsresistenz" Kunstraum Innsbruck (mit Simon Wachsmuth)
- 2009 "Kabine (City)", Kunstraum xtd, Linz `09 European Capital of Culture